# Margaritaville (South Park)
Margaritaville is de derde aflevering van het dertiende seizoen van South Park. Hij kwam voor het eerst uit in de Verenigde Staten op 25 maart 2009. Net als zijn twee voorgangers The Ring en The Coon verscheen ook deze aflevering in hd-kwaliteit en een 16:9-ratio. Dit deel is gebaseerd op de film van Martin Scorsese: The Last Temptation of Christ, en haakt tevens in op het thema van de kredietcrisis.
Op 12 september 2009 won Margaritaville een Emmy Award voor Primetime Emmy Award for Outstanding Animated Program (voor programma's korter dan een uur).

## Plot
Randy Marsh denkt dat het belangrijk is voor zijn zoon Stan om te leren hoe zijn geld te bewaren, dus ze gaan langs bij een lokale bank. Stan geeft de bankier zijn $100 dat hij van zijn oma heeft gekregen. De bankier is het echter na 10 seconden verloren aan een beleggingsfonds. Dit blijkt bij iedereen te gebeuren; iedere transactie geschiedt via een ingewikkeld investeringsplan waarin het geld direct verloren gaat, waarna men uit de rij wordt gebonjourd omdat iemand zonder geld geen klant bij de bank kan zijn. Bij het avondeten vraagt Stan Randy waarom er een kredietcrisis is. Randy vertelt dat iedereen de economie boos heeft gemaakt door onbenullige spullen te kopen.
De mensen uit South Park houden hun toespraak over de veroorzakers van de kredietcrisis. Eric Cartman is daar ook bij en geeft de joden de schuld. Maar de mensen luisteren vooral naar Randy die zegt dat iedereen schuldig is door onbenullige spullen te kopen. Zijn voorstel is om geen onbenullige spullen meer te kopen, hetgeen doet denken aan de klassieke en neo-klassieke economische school die in tijden van recessie bezuiniging bepleit. Iedereen volgt zijn advies op. Binnen enkele dagen draagt iedereen in South Park lakens en gordijnen als een soort Romeinse kleding en rijdt iedereen op lama's. South Park doet hierdoor denken aan het Heilige Land ten tijde van het Nieuwe Testament.
Ondertussen probeert Stan de Jimmy Buffett's Margaritaville van zijn vader terug te brengen naar de winkel: Sur La Table. Echter, dat kan niet want hij is niet contant betaald. De Margaritaville was gefinancierd door een externe financieringsmaatschappij maar die kan ook niet helpen omdat hij de vordering met een groot pakket vorderingen heeft gebundeld en gesecuritiseerd in een speciale Margaritaville asset-backed security. De banken hebben in deze transactie geïnvesteerd maar omdat zoveel mensen hun Margaritaville-leases niet meer konden betalen is de transactie in default gegaan zoals vele anderen, en heeft de Amerikaanse staat de vorderingen moeten opkopen om de banken te redden. Stan wordt steeds doorgestuurd (zelfs naar het United States Department of the Treasury) om de Margaritaville terug te brengen en het geld dat het kostte terug te krijgen.
Eric is heel boos dat hij nu met eekhoorns moeten spelen, want de week dat iedereen besloot geen onbenullige spullen meer te kopen was de week dat Grand Theft Auto: Chinatown Wars uitkwam. Kyle is mogelijk nog bozer dan Eric. Hij zegt dat iedereen heel stom doet. Hij zegt ook dat de economie niet boos op ze is, en dat het niet iets is wat soms iets van iemand wegneemt. Kyle zegt dat mensen meer moeten kopen, want ze zijn al het geloof erin verloren; een zienswijze die aan de Keynesiaanse economische school doet denken, die juist in tijden van recessie veel uitgaven bepleit om de economie te stimuleren. Hij krijgt veel volgelingen.
Randy en zijn raad horen over het blasfemie van "die jonge jood". Iemand zegt dat die jood misschien de zoon van de economie is. Iedereen, waaronder de priester Maxi, zegt dat dat superdom is. Randy en de raad besluit dat ze de jood moeten vermoorden. Maar ze zijn ook bang dat zijn fans ze zullen tegenhouden. Dan verschijnt Eric en zegt dat hij de jood wel wil verraden en het enige wat hij wil is Grand Theft Auto: Chinatown Wars met Nintendo DS. Zoals Judas Iskariot Jezus verraadde voor 30 zilverlingen, zo verraadt Eric Kyle voor een spelcomputer met bijbehorend spel.
Kyle en zijn vrienden gingen een pizza eten, in een scene die aan het Laatste Avondmaal doet denken. Hij zegt dat hij het voorgevoel heeft dat iemand van zijn vrienden hem gaat verraden. Hij maakt zich niet druk, hij is niet bang: hij gaat iets doen wat hij al lang wist dat hij moest doen.
Stan probeert nog steeds zijn Margaritaville te verkopen in het United States Department of the Treasury. De mensen daar zeggen dat de Margaritaville $90 triljoen waard is. Stan snapt het niet en de mensen nemen hem mee om het uit te leggen. Er staat een bank op het punt failliet te gaan. De mensen onthoofden een kip boven op een bord met verschillende vlakken met tekst zoals "$10.000", "bailout", "verkopen", enz.. Dan spelen ze op een kazoo zodat de kip zonder kop een tijdje blijft rondrennen. Het vlak waarop hij terechtkomt beschrijft de actie die ze uitvoeren. Stan gooit woedend de Margaritaville kapot op het bord.
De volgende dag geeft Kyle iedereen het terug dat ze op de bank aan beleggingsfondsen verloren zijn met een American Express Platinum Kaart zonder limiet, zodat iedereen weer geld kan uitgeven maar hij wel zelf een kolossale schuld opbouwt. Zijn moeder smeekt hem te stoppen, maar Kyle gaat door tot hij bewusteloos neervalt. Kyle wordt door zijn volgelingen naar bed gebracht, vol eerbied dat hij betaald heeft voor iedereens schulden.
Een maand later is de economie bij iedereen weer terug en iedereen koopt weer onbenullige spullen. Kyle zit op de bank het nieuws te kijken als iedereen de persoon die iedereen gered heeft van de kredietcrisis en die ze elke dag moeten danken: Barack Obama. De aflevering eindigt met een boze Kyle die "Aw, come on!" schreeuwt.